# Weismain (Fluss)
Die Weismain ist ein knapp achtzehn Kilometer langer linker Nebenfluss des Mains in Oberfranken in Bayern.

## Name
Das Gewässer wurde 1180 als Wizmoin erstmals schriftlich erwähnt. Als Oikonym erscheint der Name bereits 799 als Wizmone.

## Geographie

### Weismainquelle

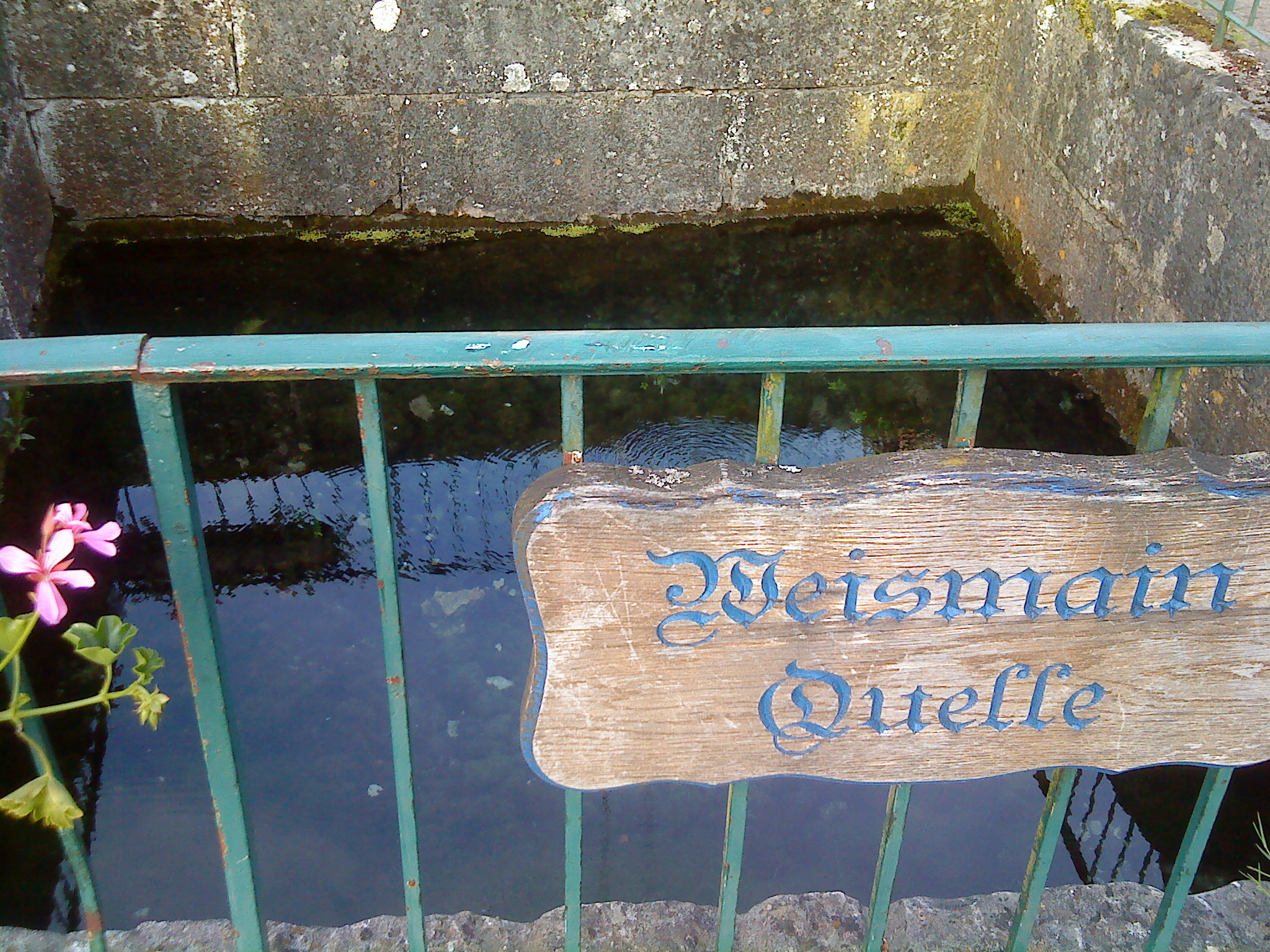
Die Weismainquelle in Kleinziegenfeld

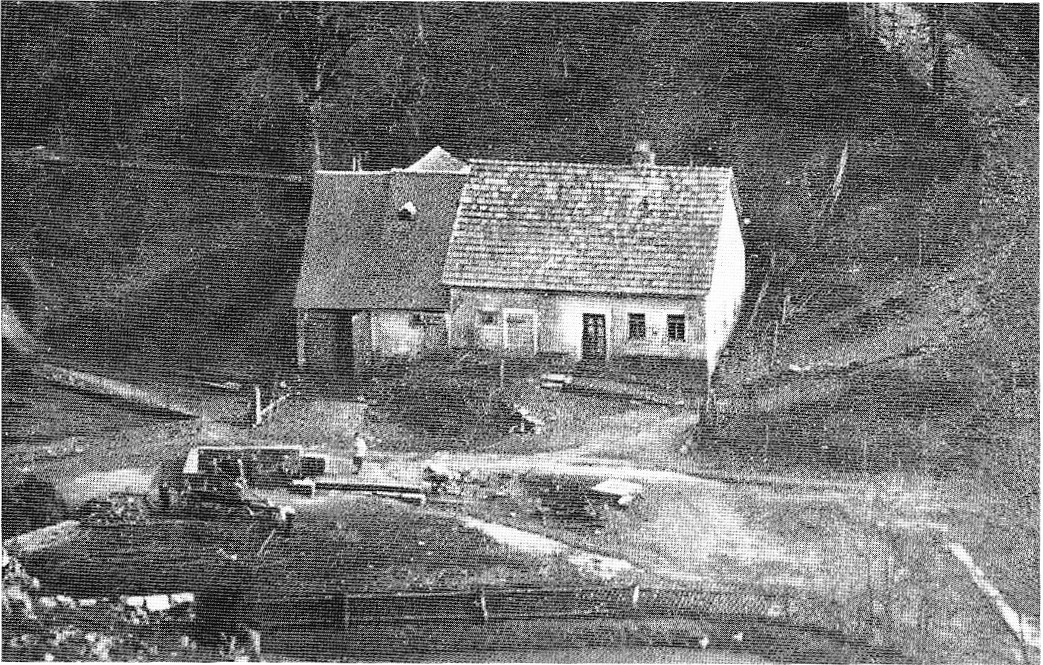
Der Dorfplatz im Kleinziegenfelder Ortsteil Grund um 1905 – am unteren Bildrand ist der umzäunte Weiher zu sehen, vor dem Haus die gefasste Weismainquelle

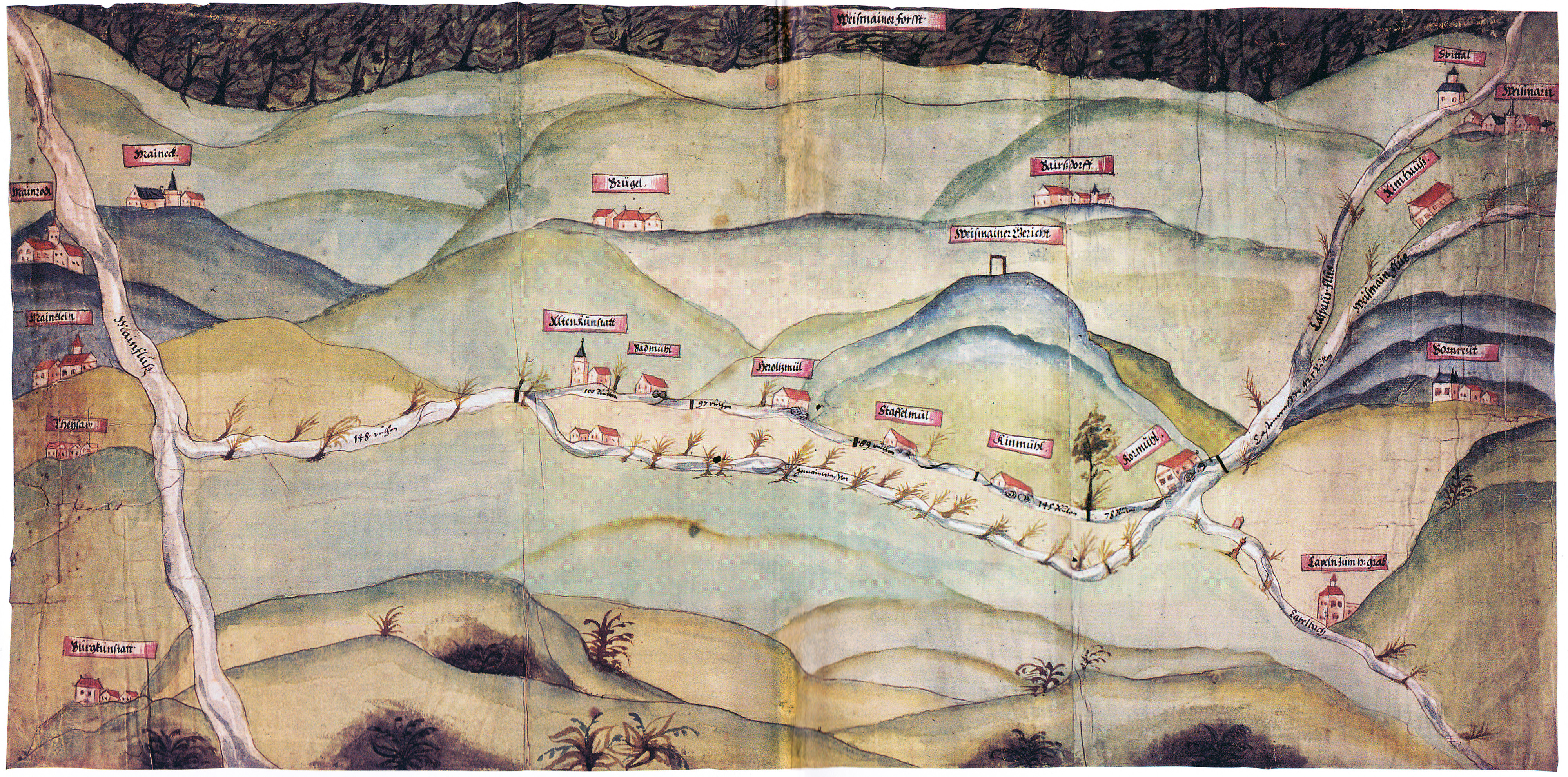
Karte über das Weismainer Fischwasser mit der Weismain und anderen Flüssen und Bächen sowie Ortschaften und Mühlen

Die Weismainquelle (nicht zu verwechseln mit der Weißmainquelle) befindet sich in Kleinziegenfeld im Kleinziegenfelder Tal am Rande eines Naturschutzgebietes. Der dort entspringende Bach durchfließt nach wenigen Metern einen kleinen Weiher. In der Nähe wird der Kleinziegenfelder Dolomit abgebaut.
Die Quelle wurde 1903 vom Erbauer der Kleinziegenfelder Kirche, Johann Hübner, in Stein gefasst. Dazu wurden Eichenpfähle in den Boden gerammt, die als Fundament für die Kalkstein-Quader dienen. Bis ca. 1965 konnte die Quelle über eine Treppe zum Wasserschöpfen begangen werden. Die Weismainquelle schüttet durchschnittlich 20 Liter Wasser pro Sekunde aus. Es konnte nur wenige Meter nach der Quelle bereits die erste Mühle betrieben werden. Ab 1915 diente die Quelle lange Zeit auch zur Trinkwasserversorgung von Stadelhofen.

### Verlauf und Beschreibung
Die Weismain mäandriert ab der Quelle durch das unter Naturschutz stehende Kleinziegenfelder Tal. An seinen Hängen ragen riesige Kalksteinfelsen in die Höhe. Der Fluss ist auf ganzer Länge hauptsächlich von Erlen und Weiden gesäumt und weitet sich in seinem Verlauf durch die Orte Weihersmühle, Waßmannsmühle, Schammendorf und Erlach zusehends auf. Nach der Stadt Weismain fließt ihr die Krassach zu. Nördlich von Woffendorf erreicht die Weismain Altenkunstadt, wo sie in den Main mündet.
Die Gehölzsäume an den Flussufern sind die Überreste der einstigen Auenwälder, die durch die menschliche Landnutzung bereits im Mittelalter bis auf kleine Reste vollständig abgeholzt wurden. Dennoch sind die übriggebliebenen schmalen Gehölzsäume für den Bach sehr wichtig, da sie als Pufferstreifen zur angrenzenden Landwirtschaft dienen und mit ihrem Schatten die Weismain vor Erwärmung schützen. Die Bachsohle und die Uferbereiche sind meist reich strukturiert und flachere Bereiche wechseln mit tieferen ab. Auch hat die Weismain einen regen Wechsel von gefällereichen, schneller strömenden und flacheren, langsamer strömenden Gewässerabschnitten.

### Zuflüsse
- Ehrhardsmühlbach aus der Ehrhardsmühlquelle (links)
- Brunnbach (links)
- Schöpfleinsgraben (links)
- Weiherwiesengraben (links)
- Mühlbach (rechts)
- Krassach (rechts)
- Görlitzengraben (links)
- Kapellenbach (links)

## Nutzungsgeschichte
Die Weismain war im Mittelalter und in der Frühen Neuzeit ein bedeutendes Gewässer für den Betrieb von Mühlen. Zwischen der Quelle und der Mündung befinden sich, zusammen mit dem Erhardsmühlbach und dem im 14. Jahrhundert angelegten Altenkunstadter Mühlbach, insgesamt 13 Mühlen. Fünf sind abgegangen, vier weitere befinden sich an der Krassach. Insgesamt wurden mindestens 22 Mühlen am Flusssystem Weismain errichtet.

## Fauna
Im Fluss leben unter anderem Mühlkoppen, Bachneunaugen und Bachforellen, sowie Steinfliegenlarven, Klein- und Großlibellenlarven, Eintagsfliegenlarven, Köcherfliegenlarven und Bachflohkrebse.